# Сурафел, Бырханэйэсус Дэмрэв
Бырханэйэсус Дэмрэв Сурафел (амх. ብርሃነየሱስ ደምረው ሱራፌል [bərəhanäyäsusə däməräwə surafelə]; род. 14 июля 1948, Чела Клака, Эфиопия) — эфиопский кардинал, лазарист. Титулярный епископ Биты и вспомогательный епископ Аддис-Абебы с 7 ноября 1997 по 16 июня 1998. Апостольский администратор sede vacante Аддис-Абебы с 16 июня 1998 по 23 июня 1999. Архиепископ Аддис-Абебы с 23 июня 1999. Кардинал-священник с титулом церкви Сан-Романо-Мартире с 14 февраля 2015.